# Dilate
Dilate es el séptimo álbum de estudio publicado por la cantante y compositora estadounidense Ani DiFranco, lanzado en 1996. Dilate es su álbum más vendido y el más aclamado por la crítica, con ventas en EE. UU. por encima de las 480,000 unidades según SoundScan. En 2011, la revista Slant coloca al álbum en el lugar número 67 en su lista de "Los 100 Mejores álbumes de la década de 1990".

## Lista de canciones
Todas las canciones compuestas por Ani DiFranco, excepto dónde se indica.
1. "Untouchable Face" – 4:38
2. "Outta Me, Onto You" – 4:35
3. "Superhero" – 4:45
4. "Dilate" – 4:48
5. "Amazing Grace" (John Newton) – 7:07
6. "Napoleon" – 6:24
7. "Shameless" – 4:51
8. "Done Wrong" – 6:31
9. "Going Down" – 4:50
10. "Adam and Eve" – 6:37
11. "Joyful Girl" – 5:04

## Personal
- Ani DiFranco – Sintetizador, guitarra acústica, bajo, bongos, guitarra eléctrica, Steel Guitar, órgano Hammond, Voz, Mbira
- Michael Ramos – órgano Hammond
- Andy Stochansky – Batería
- David Travers-Smith – trompeta

## Producción
- Productor – Ani DiFranco
- Ingenieros – Robin Aubé, Bob Doidge, Andrew Gilchrist, Mark Hallman, Marty Lester, Ed Stone
- Mezcla – Ani DiFranco
- Mastering – Chris Bellman
- Muestreo – Ani DiFranco
- Arreglos – Ani DiFranco
- Secuencias – Ani DiFranco
- Arte del álbum – Ani DiFranco, Adam Pause
- Diseño – Ani DiFranco, Adam Pause
- Fotografía – Mark Van-S

## Listas de popularidad
Álbum
| Año  | Lista             | Posición |
| ---- | ----------------- | -------- |
| 1996 | The Billboard 200 | 87       |